# サーニャ・スタロビッチ
サニャ・スタロヴィッチ（セルビア語: Сања Старовић、1983年3月25日 - ）は、セルビアの元女子バレーボール選手。ポジションはオポジット。元セルビア代表。

## 来歴
2002-2005年までセルビア代表に選出され、一旦は代表を退くものの2012年に代表に復帰、控えのオポジットとしてロンドンオリンピックに出場した。
2008年よりアゼルバイジャンリーグの強豪ラビタ・バクーに所属。

## 人物
- 弟はセルビア代表のサシャ・スタロヴィッチ。

## 球歴
- オリンピック - 2012年（11位）

## 所属クラブ
- イェディンストヴォ・ウジツェ（2000-2004年）
- ジョイ・バレー・ヴィチェンツァ（2004-2006年）
- ヴィス・バレー・カステルフィダルド（2006年）
- シャヒンベイ（2006-2008年）
- ラビタ・バクー（2008-2014年）
- ベシクタシュ（2014-2015年）
- Dinamo Pančevo（2015年）
- Liu Jo Modena（2015-2016年）
- Balıkesir BBSK（2016-2018年）